# Angelus Novus
Angelus Novus is een door Walter Benjamin beroemd geworden aquarel van Paul Klee.
Er bestaat een schilderij van Paul Klee, dat Angelus Novus heet. Er staat een engel op afgebeeld die zo te zien op het punt staat zich te verwijderen van iets waar het zijn blik strak op gericht houdt. Zijn ogen en zijn mond zijn opengesperd, hij heeft zijn vleugels gespreid. Zo moet de engel van de geschiedenis eruitzien. Zijn gelaat is naar het verleden gewend. Waar wij een reeks gebeurtenissen waarnemen, ziet hij één enkele catastrofe en daarin wordt zonder enig respijt puinhoop op puinhoop gestapeld, die hem voor de voeten geworpen wordt. De engel zou wel willen blijven, de doden tot leven wekken en de brokstukken weer tot een geheel maken. Maar zijn vleugels vangen de wind die uit het paradijs waait, een storm die zo hard is dat hij ze niet kan sluiten. Deze storm stuwt hem onweerstaanbaar voort, de toekomst in die hij de rug heeft toegekeerd, terwijl de stapel puin vóór hem tot aan de hemel groeit. Deze storm is wat wij vooruitgang noemen.— Walter Benjamin: Over het concept van de geschiedenis (1940), These IX